# Pseudocopera tokyoensis
Pseudocopera tokyoensis is een juffer uit de familie van de breedscheenjuffers (Platycnemididae).
De wetenschappelijke naam van de soort werd in 1948 als Copera tokyoensis gepubliceerd door Yasuhiko Asahina.